# Diplusodon
Diplusodon je rod rostlin z čeledi kyprejovité. Jsou to keře a polokeře s jednoduchými křižmostojnými listy a velkými, nápadnými květy se svraskalými korunními lístky. Rod zahrnuje přes 100 druhů a je rozšířen výhradně v jihoamerickém savanovém biotopu známém jako cerrado. Většina druhů roste na křemencových výchozech ve východní Brazílii. Četné druhy jsou ohrožené destrukcí stanovišť.

## Popis
Zástupci rodu Diplusodon jsou keře a polokeře. Větévky jsou oblé, hranaté nebo křídlaté. Listy jsou jednoduché, vstřícné, křižmostojné. Květy jsou nápadné a velké, pravidelné, šestičetné, podepřené 2 listenci, uspořádané v jednoduchých hroznech nebo thyrsech. Kališní trubka je zvonkovitá, podlouhlá. Mezi laloky kalicha jsou přívěsky kalíšku. Koruna (botanika) je složena ze 6 volných, svraskalých korunních lístků. Tyčinek je 6 až 43 a zpravidla vyčnívají z květů. Semeník je srostlý ze 2 plodolistů, s jednou nedokonale předělenou komůrkou. Plodem je přehrádkosečná tobolka. Semena jsou plochá, čočkovitého tvaru, křídlatá.

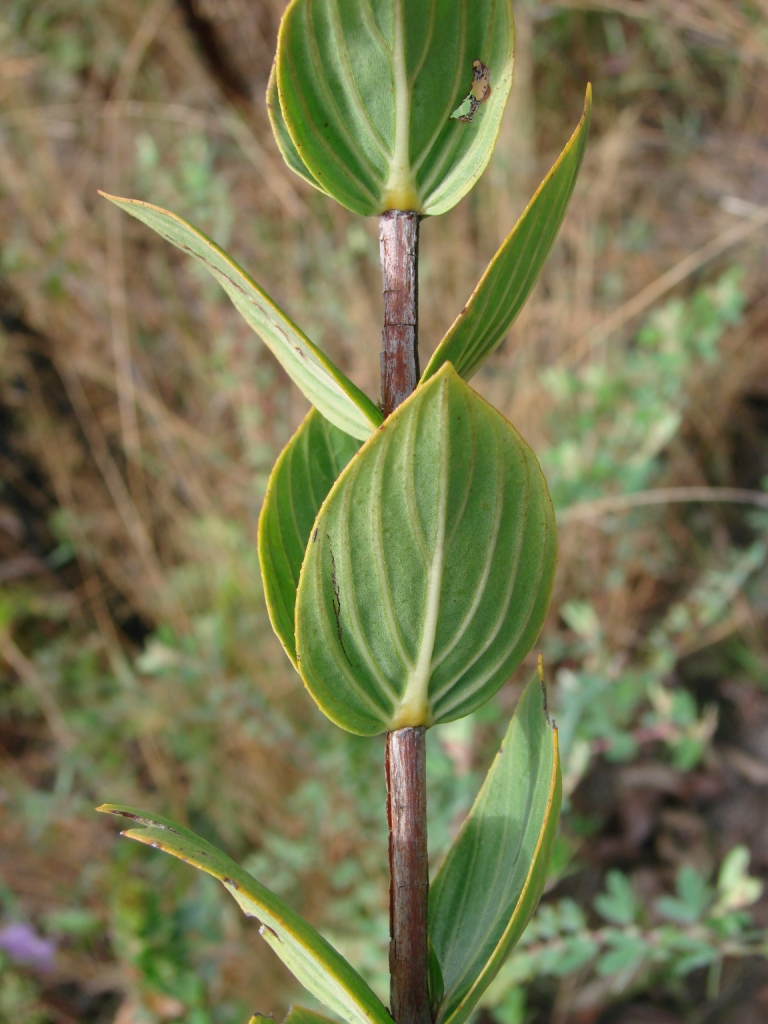
Lodyha Diplusodon floribundus
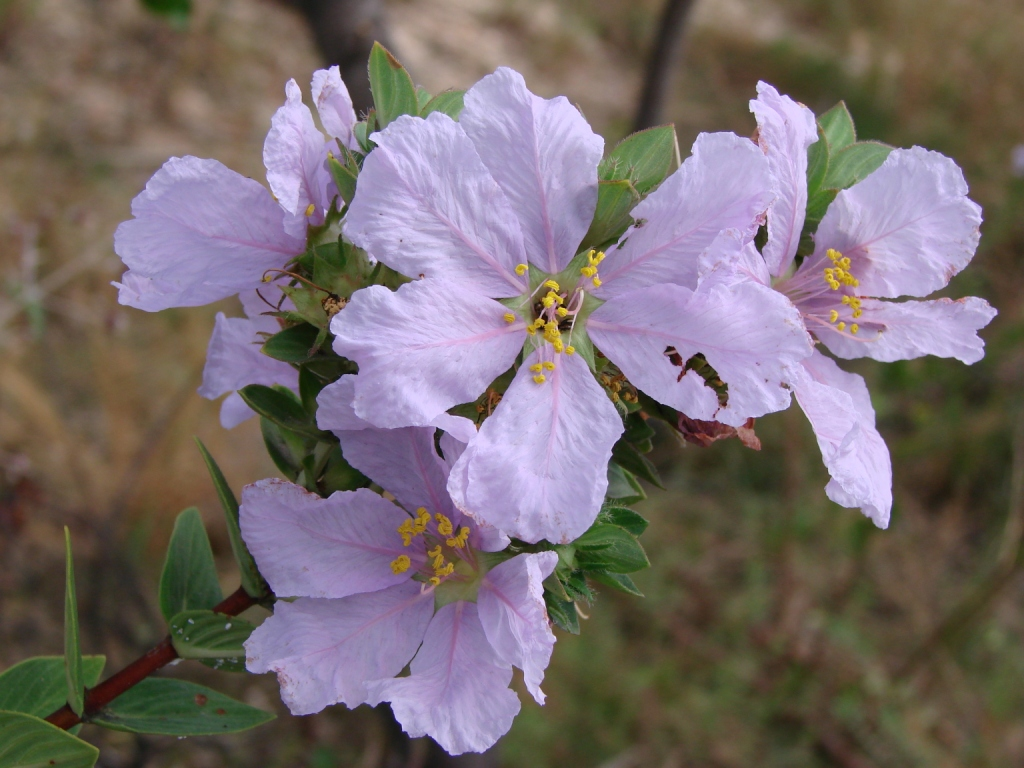
Květy Diplusodon floribundus
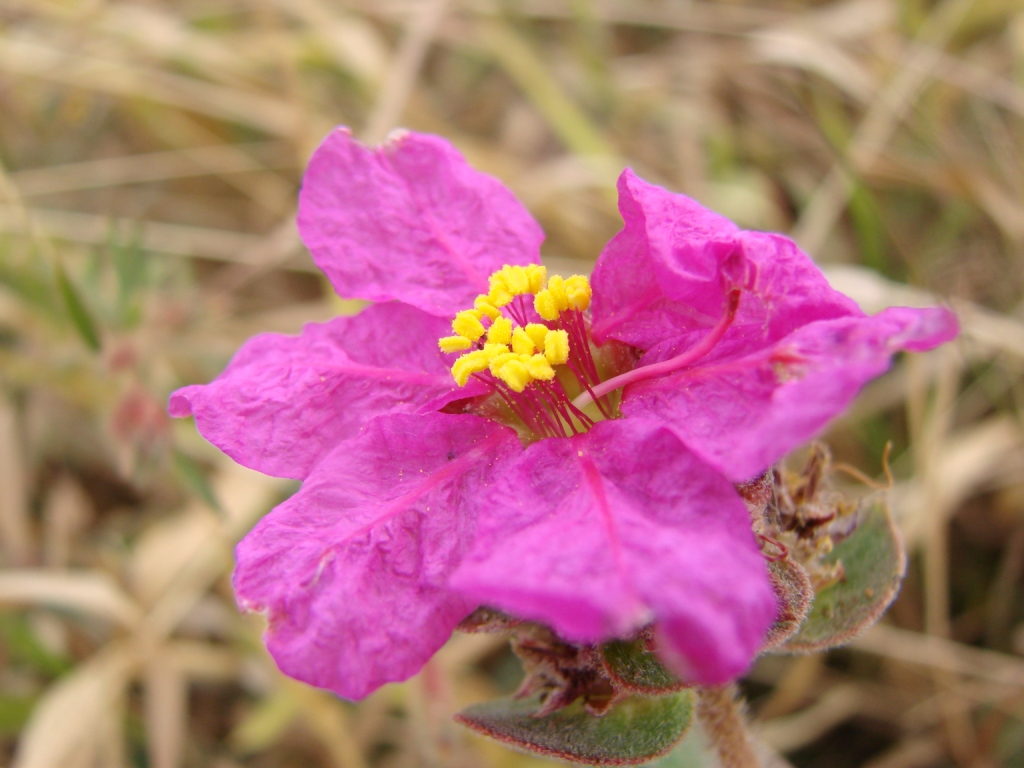
Květ Diplusodon sessiliflorus s vyhnutou čnělkou

## Rozšíření
Rod Diplusodon zahrnuje 102 druhů. Je to druhý největší rod čeledi kyprejovité, přičemž mnoho druhů bylo popsáno v relativně nedávné době. Svým výskytem je tento rod omezen výhradě na jihoamerický savanový biotop, známý jako cerrado. Téměř všechny druhy rostou v Brazílii, pouze 2 byly celkem nedávno popsány z Bolívie (v roce 2005 a 2015). Centrum druhové diverzity je v pohořích východní a jihovýchodní Brazílie. Bohatý výskyt je např. v pohoří Espinhaço.
Většina druhů jsou stenoendemity, vyskytující se na izolovaných stanovištích v nadmořských výškách od 1000 do 1600 metrů. Zpravidla rostou na skalnatých a písčitých podkladech na křemencových výchozech a jejich svazích vystupujících z ploché krajiny.

## Ekologické interakce
Květy jsou schopny samoopylení, kterému však do značné míry zabraňuje jejich uspořádání. Jsou opylovány zejména středně velkými druhy včel včetně nepůvodní včely medonosné. Tyto včely přistávají přímo do středu květu a zadečkem se otřou o bliznu, umístěnou na vrcholu dlouhé, od prašníků vyhnuté čnělky. Květy navštěvují i malé druhy včel, ty však přistávají na korunní plátky a do styku s bliznou se nedostávají.

## Taxonomie
Podle výsledků fylogenetických studií jsou blízce příbuznými rody kyprej (Lythrum), kalužník (Peplis) a jihoamerické dřevnaté rody Lourtella a Physocalymma.

## Ohrožení a ochrana
Řada druhů je ohrožena destrukcí jejich nevelkých stanovišť, která jsou přeměňována na pole a pastviny. V Červeném seznamu ohrožených druhů IUCN není žádný druh uveden.